# The New Sound of the True Best
The New Sound of the True Best är ett album av Mustasch, utgivet 2011. Det består av nyinspelningar av tidigare utgivna låtar av gruppen, samt den nya låten Angel's Share. Albumtiteln är en parafras på debut-EP:n The True Sound of the New West från 2001.

## Låtlista
1. Angel's Share - 3:41
2. Parasite - 3:16
3. Dogwash - 3:23
4. Mine - 3:37
5. Homophobic/Alcoholic - 4:08
6. Double Nature - 4:40
7. I Hunt Alone - 3:52
8. I'm Frustrated - 3:58
9. Black City - 3:02
10. Bring Me Everyone - 3:56
11. Down in Black - 2:48
12. Monday Warrior - 5:10
13. 6:36 - 5:34

## Banduppsättning
- Ralf Gyllenhammar, sång och gitarr
- David Johannesson, gitarr
- Danne McKenzie, trummor
- Stam Johansson, bas